# Открытая Литературная Школа Алматы
Откры́тая Литерату́рная Шко́ла Алматы́ (ОЛША) — казахстанское учебное заведение по подготовке литературных кадров в Республике Казахстан, город Алмата.

## История
Открытая Литературная Школа Алматы была основана 12 декабря 2009 года.
Школу основали ученики Ольги Марковой — идейного вдохновителя литературных курсов при фонде «Мусагет» (1998-2008).

Проект задумывался для способствования формирования в Казахстане нового литературного пространства, учитывающего 
интересы всех участников процесса: автора, переводчика, издателя, критика, читателя.

## Учебный процесс
Учебный курс длится 8 месяцев. В него включены лекции по:
- истории и теории:
  - литературы,
  - кинодраматургии,
  - театральной драматургии,
- психологии творчества,
- теории и практике перевода,
- жанрах и форматах массовой литературы,
- критике;

а также семинары:
- прозы,
- поэзии,
- сценарного искусства,
- детской литературы;

Проводятся в рамках ежегодного учебного курса проводятся встречи с казахстанскими и зарубежными мастерами слова.
В итоге,
целью ОЛША является формирование профессионального, качественного литературного пространства, отвечающего требованиям времени и учитывающего потребности литераторов и читателей.
- лаборатория драматургии; руководитель Олжас Жанайдаров.

## Преподавательский состав
Семинары и лекции ведут казахстанские филологи и писатели:
- доцент Алматинского филиала СпБГУ Л. Ф. Туниянц[3],
- профессор А. Ж. Жаксылыков[4],
- М. Земсков (Иван Глаголев)[5],
- Д. Махметова[6],
- А. Власова[7],
- И. Бекетов[8],
- П. Банников[9],
- Ю. Серебрянский,
- К. Рогожникова[10].

## Интересные факты
В практике школы предусматривается участие вольнослушателей.